# Дмитро Чеповецький
Дмитро Чеповецький (нар. 1970) — канадський актор, найбільш відомий за роллю Боба Мельникова в серіалі «Регенезис».

## Молодість і освіта
Чеповецький народився у Львові. Його сім'я виїхала в 1976 році разом з хвилями інших єврейських олімів, які прямували до Ізраїлю. По дорозі його родина пережила восьмимісячну зупинку в Італії, очікуючи на візи. Потім вони вирішили змінити курс на Реджайну, де жив його дядько. Відтоді Чеповецький проводить свій час між Ванкувером і Торонто, де він живе останні вісім років, поруч зі своїм старшим братом і племінницями.

## Кар'єра
Чеповецький зіграв у своєму першому мюзиклі у віці 14 років під час навчання в середній школі в Реджайні, потім почав виступати в місцевій громаді. Коротко подумавши про іншу кар’єру, його прийняли до Університету Торонто на стипендію для програми комерції. Але через три тижні він кинув навчання, щоб працювати ельфом у Casa Loma, а потім працював на багатьох роботах, поки не потрапив до театральної школи Райерсона. Він також тренувався з Девідом Ротенбергом і Керол Розенфельд, а також з Кейт Хейл у Foursight Theatre. Окрім численних акторських робіт, серед яких участь у телевізійних шоу та художніх фільмах, які схвалювали критики, як-от «Цілком таємно», «Щасливе число Слевіна» і «Зоряна брама», Чеповецький, ймовірно, найбільш відомий своєю повторюваною роллю в Регенезис Боба Мельникова, провідного біохіміка шоу. і людина з синдромом Аспергера. Ця роль принесла йому дві номінації на премію Gemini за найкращу чоловічу роль у драматичному серіалі; один раз у 2005 році та інший у 2007 році. Шоу охопило 120 країн більш ніж 18 мовами. Він також зіграв роль Якуба Дабровського у відеогрі Outriders. Чеповецький зіграв історичну постать Ніколу Теслу в чотирьох епізодах багаторічного детективного серіалу «Розслідування Мердока».

## Особисте життя
Чеповецький захоплюється фотографією, музикою, кіно, театром і письменницькою діяльністю.